# Camp Blood 2
Camp Blood 2 è un film  slasher direct-to-video del 2000 scritto e diretto da Brad Sykes.
Secondo film della serie Camp Blood, è il seguito di Camp Blood.

## Trama
Qualche tempo dopo le vicende del primo film, il cineasta Worthy Milligan decide di girare un film basato sugli omicidi ed assume come consulente tecnico Tricia, l'unica sopravvissuta al massacro che è ancora traumatizzata per l'accaduto ed è rinchiusa in manicomio. Tuttavia, una volta che Tricia, Milligan e il resto del cast e della troupe si sono inoltrati nei boschi dove sono accaduti gli omicidi, l'incubo diventa fin troppo reale quando il clown riappare ed inizia a massacrare gli sfortunati membri della crew.
Dopo che la maggior parte del cast e della troupe sono stati uccisi, Tricia viene catturata dall'assassino che si rivela essere Adrienne, la sorella di Harris, l'autrice degli omicidi originali, che incolpa Tricia della morte della sorella. Mentre le due lottano, Tricia usa un accendino per dare fuoco ad Adrienne imbevuta di benzina. Durante la loro lotta finale, Tricia recupera il machete di Adrienne e le squarcia il collo. Prima di morire, Adrienne dà a Tricia la sua maschera e Tricia fugge portando con sé la maschera ed il machete.

## Distribuzione
Il film è stato distribuito direttamente in home video nell'ottobre 2000. Venne distribuito in DVD dalla Film 2000 il 18 marzo 2002. Il 26 marzo dello stesso anno fu distribuito da Speedo.

## Accoglienza
Digital Retribution ha dato al film una recensione negativa, scrivendo: "Noioso, pretenzioso, pomposo e con un clown che scompare in fiamme, ci sono poche ragioni per guardarlo. In realtà, l'unica ragione per guardare è quella citazione gloriosa su succo e clown assassini, e dal momento che l'hai già letto, non c'è motivo di perdere tempo con questo schifo."

## Sequel
Un terzo film non ufficiale, Within the Woods, è uscito cinque anni dopo, nel 2005. Brad Sykes, che ha scritto e diretto sia il primo che il secondo film, è tornato a farlo in Within the Woods, ma l'attrice Jennifer Ritchkoff non ha ripreso il ruolo di Tricia Young nel terzo film.
Nel 2014 venne realizzato un quarto sequel intitolato Camp Blood First Slaughter, scritto e diretto da Mark Polonia, che a volte è indicato come Camp Blood 3. Nel 2016 sono usciti altri tre film: Camp Blood 4, Camp Blood 5 e Camp Blood 666. A questi sono seguiti Camp Blood 7 nel 2017, The Ghost of Camp Blood (un film spin-off) nel 2018 e Camp Blood 8: Revelations nel 2020. Tutti questi i film non tengono conto del terzo film realizzato da Brad Sykes nella serie Camp Blood, Within the Woods.

## Citazioni cinematografiche
Nella scena dei provini sono visibili sul muro i poster dei film Shao Lin Si shi ba tong ren (1976), Crash - L'idolo del male (1976) e Up from the Depths (1979).